# Zaynab Dosso
Zaynab Dosso, née le 12 septembre 1999 à Man en Côte d'Ivoire, est une athlète italienne spécialiste du 100 mètres. 

## Biographie
Fille de parents ivoiriens installés en Italie en 2002, Zaynab est arrivée en Italie en 2009 à l'âge de dix ans ; elle a acquis la nationalité italienne en 2016.
Lors des Championnats d'Europe 2022 à Munich, elle se classe 7e de l'épreuve du 100 m et remporte la médaille de bronze du relais 4 × 100 m.
En 2023 elle égale avec 11 s 14 le record d'Italie du 100 m en séries des championnats du monde, détenu depuis 2001 par Manuela Levorato. Elle est ensuite éliminée en demi-finales.
Le 15 mai 2024, elle bat ce record deux fois de suite à Savone, avec 11 s 12 en séries, puis 11 s 02 en finale. Elle remporte la médaille de bronze aux Championnats d'Europe de Rome, après avoir couru sa demi-finale en 11 s 01, record d'Italie.
Le 9 mars 2025 aux Championnats d'Europe en salle d'Apeldoorn, elle remporte la médaille d'or sur le 60m en 7 s 01

## Palmarès

### International
| Date | Compétition                    | Lieu      | Résultat | Épreuve   | Temps   |
| ---- | ------------------------------ | --------- | -------- | --------- | ------- |
| 2022 | Championnats du monde          | Eugene    | 8e       | 4 x 100 m | 42 s 92 |
| 2022 | Championnats d'Europe          | Munich    | 7e       | 100 m     | 11 s 37 |
| 2022 | Championnats d'Europe          | Munich    | 3e       | 4 x 100 m | 42 s 94 |
| 2023 | Championnats du monde          | Budapest  | 4e       | 4 x 100 m | 42 s 49 |
| 2024 | Championnats du monde en salle | Glasgow   | 3e       | 60 m      | 7 s 05  |
| 2024 | Championnats d'Europe          | Rome      | 3e       | 100 m     | 11 s 03 |
| 2025 | Championnats d'Europe en salle | Apeldoorn | 1re      | 60 m      | 7 s 01  |
| 2025 | Championnats du monde en salle | Nankin    | 2e       | 60 m      | 7 s 06  |

### National
- Championnats d'Italie d'athlétisme :
  - 100 m : vainqueur en 2019, 2020, 2022 et 2023.

## Records
| Épreuve | Performance  | Lieu | Date        |
| ------- | ------------ | ---- | ----------- |
| 100 m   | 11 s 01 (NR) | Rome | 9 juin 2024 |